# نویر
نویر (انگلیسی: Noerr) شرکت خدمات حقوقی آلمانی است، که در سال ۱۹۵۰ تأسیس شد.